# Record du Maroc de natation messieurs du 100 mètres papillon
Cet article présente l'évolution du record du Maroc de natation messieurs du 100 mètres papillon.

## Bassin de 50 mètres
| Temps   | Athlète           | Naissance | Âge | Club                 | Compétition                           | Lieu          | Date             |
| ------- | ----------------- | --------- | --- | -------------------- | ------------------------------------- | ------------- | ---------------- |
| 57 s 12 | Slimane Lakhlifia |           |     | WAC                  |                                       | Casablanca    | 1er mai 2004     |
| 56 s 41 | Bilal Achelhi     | 1992      | 19  |                      | Jeux panarabes (s)                    | Doha          | 18 décembre 2011 |
| 56 s 09 | Bilal Achelhi     | 1992      | 19  |                      | Jeux panarabes (f)                    | Doha          | 18 décembre 2011 |
| 55 s 70 | Bilal Achelhi     | 1992      | 20  | Nautic Club de Nîmes | Championnats de France des jeunes (s) | Saint-Raphaël | 30 mars 2012     |
| 55 s 58 | Bilal Achelhi     | 1992      | 21  | Nautic Club de Nîmes | Jeux méditerranéens (s)               | Mersin        | 22 juin 2013     |

## Bassin de 25 mètres
| Temps   | Athlète       | Naissance | Âge | Club | Compétition               | Lieu   | Date           |
| ------- | ------------- | --------- | --- | ---- | ------------------------- | ------ | -------------- |
| 56 s 90 | Amine Fawzi   | 1986      | 23  | USCM |                           | Meknès | 5 juillet 2009 |
| 56 s 30 | Bilal Achelhi | 1992      | 19  | CODM | Championnats du Maroc (f) | Meknès | 7 avril 2011   |